# HR 8799
HR 8799 — переменная звезда в созвездии Пегаса. Находится на расстоянии 129 световых лет (39 парсек) от Солнца. Обозначение HR 8799 взято из каталога ярких звёзд (Bright Star Catalogue). Звезда имеет видимую величину +5,96m и, следовательно, видна невооружённым глазом на пределе различимости.

## Звезда
HR 8799 относится к звёздам типа λ Волопаса, группе пекулярных звёзд с чрезвычайно высокой концентрацией тяжёлых элементов в верхних слоях атмосферы. Звезда является также переменной, поэтому относится к классу переменных типа γ Золотой Рыбы.

## Планетная система

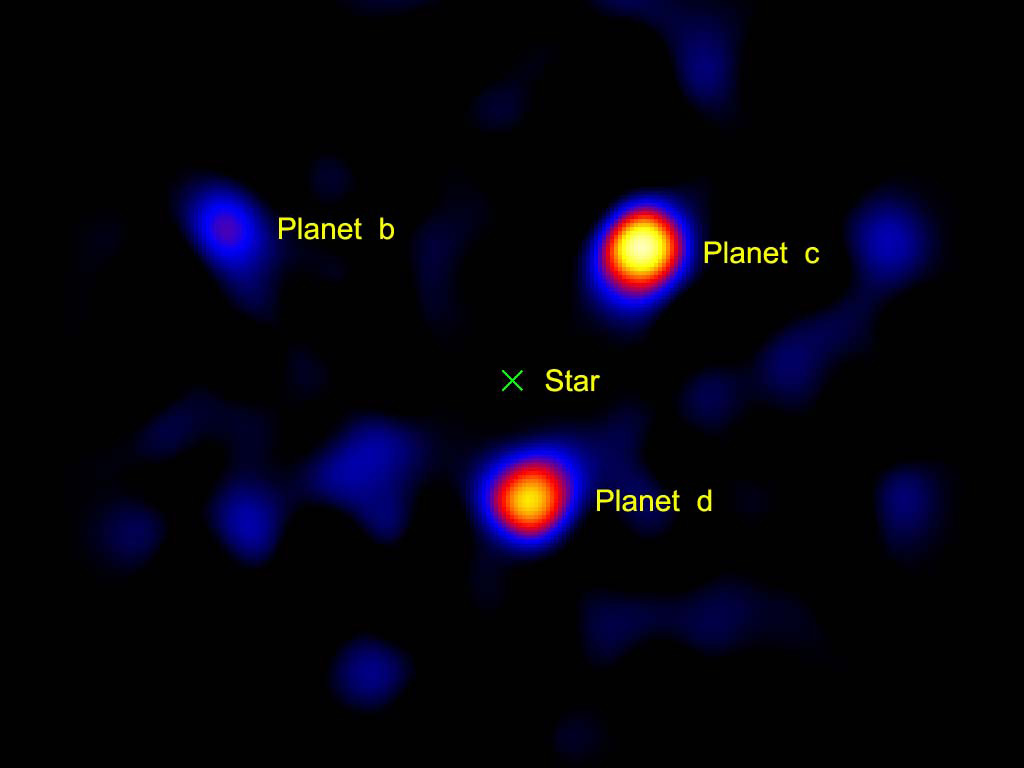
Изображение планет HR 8799 b, HR 8799 c и HR 8799 d, полученное телескопом Хейла

В ноябре 2008 года команда учёных Герцбергского института астрофизики методом наблюдений в инфракрасном диапазоне обнаружила три планеты, обращающиеся вокруг этой звезды.
Орбиты дальних планет системы находятся непосредственно в пределах пылевого диска, наподобие пояса Койпера. Это один из самых массивных дисков, открытых вокруг звезды, находящейся в пределах 300 св. лет от Солнца.

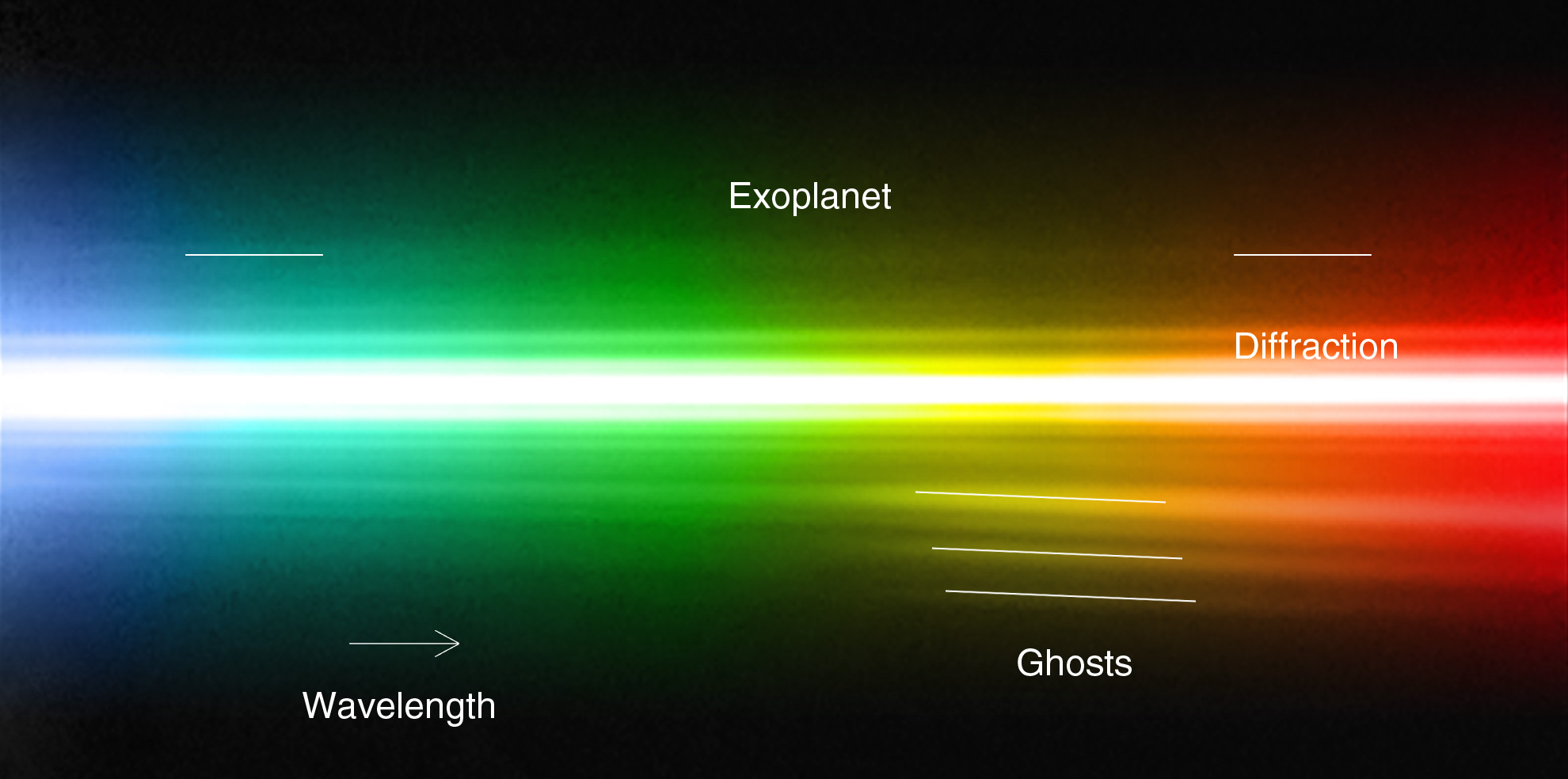
Спектр планеты HR 8799 c

В 2010 году удалось зарегистрировать спектр экзопланеты HR 8799 c — первое подобное событие в истории планетологии. Снимок был получен с помощью телескопа VLT, находящегося в Чили и принадлежащего Европейской южной обсерватории. HR 8799 c представляет собой планету-гигант с массой, превосходящей массу Юпитера в 10 раз. Температура внешних слоёв атмосферы планеты оценивается приблизительно в 800 °C. Благодаря полученному спектру удалось определить состав атмосферы, и оказалось, что он отличается от теоретически предсказанного.
Также в 2010 году было объявлено об открытии четвёртой планеты в системе, HR 8799 e, которая обращается на расстоянии около 14,5 а.е. от родительской звезды. Масса планеты составляет приблизительно 9 (7—10) масс Юпитера. В 2014 году камере «Gemini Planet Imager» обсерватории Джемини в Чили удалось запечатлеть и получить спектры 3 из 4 планет у HR 879917, так как самая внешняя планета HR 8799 b не попала в поле обзора камеры. В 2015 году с помощью интерферометра LBT обсерватории Маунт-Грэм в Аризоне (США) удалось сфотографировать одновременно все 4 планеты. В 2016 году изображение трёх планет получено спектрографом CHARIS телескопа Субару.
Прямые наблюдения суперюпитера HR 8799 e, выполненные на VLTI (интерферометре VLT) Европейской южной обсерватории (ESO) с приёмником GRAVITY методом оптической интерферометрии, показали, что атмосфера HR8799 e содержит гораздо больше окиси углерода, чем метана. Также в атмосфере этой огромной экзопланеты нашли облака из железа и силикатную пыль, что в сочетании с избытком окиси углерода свидетельствует о том, что атмосфера HR8799 e охвачена гигантской бурей.

## Околозвёздный диск

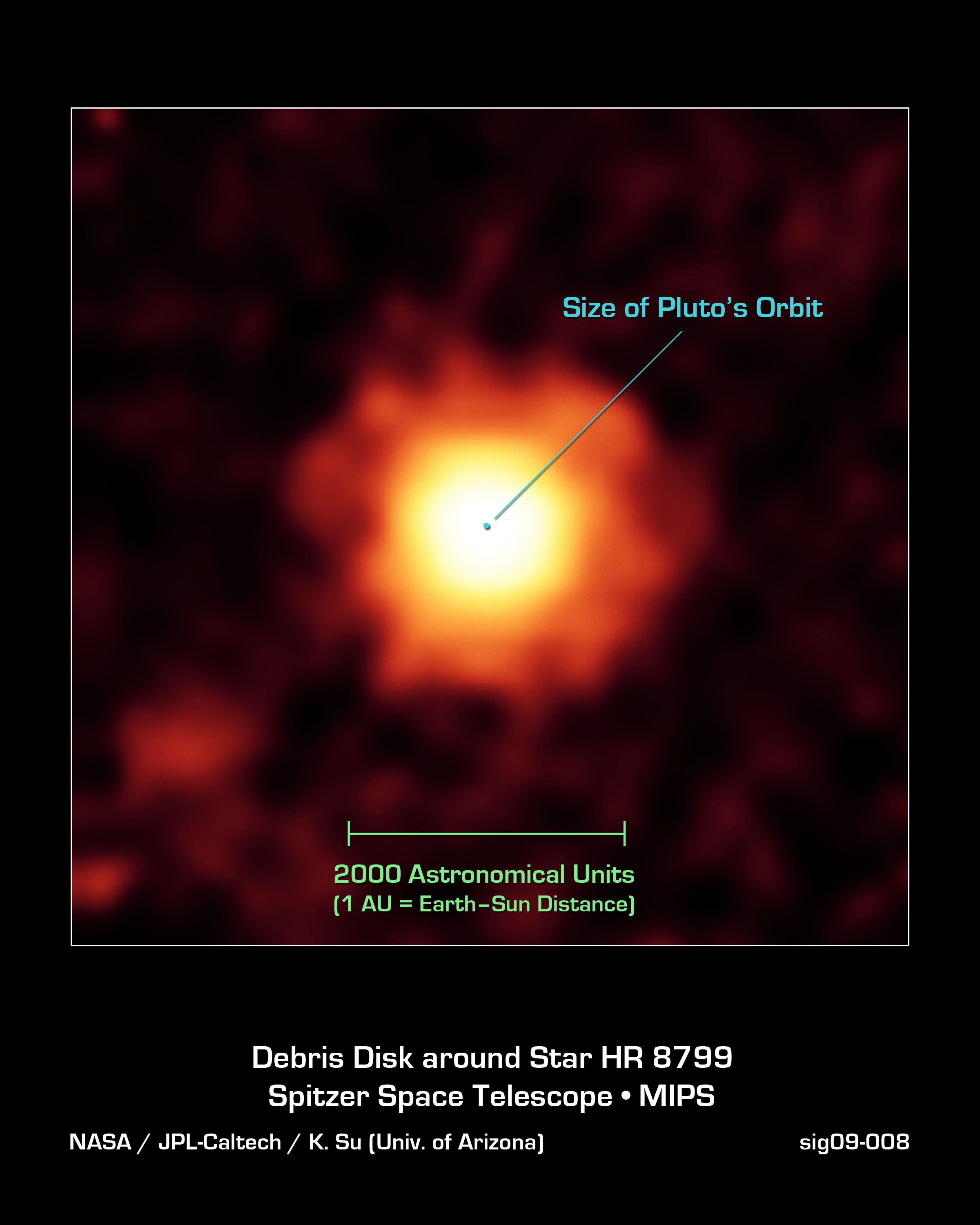
Околозвёздный диск HR 8799. На фотографии, сделанной в ИК-диапазоне 70 мкм на телескопе «Спитцер», видны яркие (в условных цветах бело-жёлтые) участки пылевого облака, которые исходят из холодного пояса пыли. Огромное, протяжённое гало из пыли, показаное в оранжево-красном цвете, обладает диаметром в ≈2000 а.е. Для сравнения в центре показана орбита Плутона (её диаметр ≈ 80 а.е.)

В январе 2009 космический телескоп «Спитцер» получил изображение околозвёздного диска у HR 8799. Были выделены три компоненты диска:
1. тёплая пыль (с температурой около 150 кельвинов) внутри орбиты планеты (e). Внутренние и внешние границы этого пылевого пояса находятся в близком орбитальном резонансе 4:1 и 2:1 с планетой;
2. широкая зона из холодной пыли (с температурой около 45 кельвинов) с резко очерченной внутренней границей сразу за орбитой планеты (b). Внутренний край этого пояса находится в орбитальном резонансе 3:2 с указанной планетой, примерно как Нептун и пояс Койпера;
3. впечатляющее гало из небольших пылинок, происходящих из холодного пылевого пояса.

Гало выглядит необычно, что подразумевает высокий уровень динамической активности, вызванной гравитационным воздействием массивных планет. Команда «Спитцера» сообщает, что столкновения происходят скорее всего между объектами, аналогичными объектам пояса Койпера в нашей системе. Предполагается также, что по крайней мере 3 планеты в системе ещё не находятся на стабильных и окончательных орбитах.
Околозвёздный диск настолько огромен, что угрожает стабильности молодой системы.